# Gmina Złotoryja
Gmina Złotoryja je polská vesnická gmina v okrese Złotoryja v Dolnoslezském vojvodství. Sídlem gminy je město Złotoryja. V roce 2020 zde žilo 6 994 obyvatel.
Gmina má rozlohu 145,0 km² a zabírá 25,2 % rozlohy okresu. Skládá se z 18 starostenství.

## Části gminy
Starostenství
Brennik, Ernestynów, Gierałtowiec, Jerzmanice-Zdrój, Kopacz, Kozów, Leszczyna, Lubiatów, Łaźniki, Nowa Wieś Złotoryjska, Podolany, Prusice, Pyskowice, Rokitnica, Rzymówka, Wilków, Wyskok, Wysocko
Sídla bez statusu starostenství
Czeszków, Kwiatów, Nowa Ziemia